# Euronext Dublin

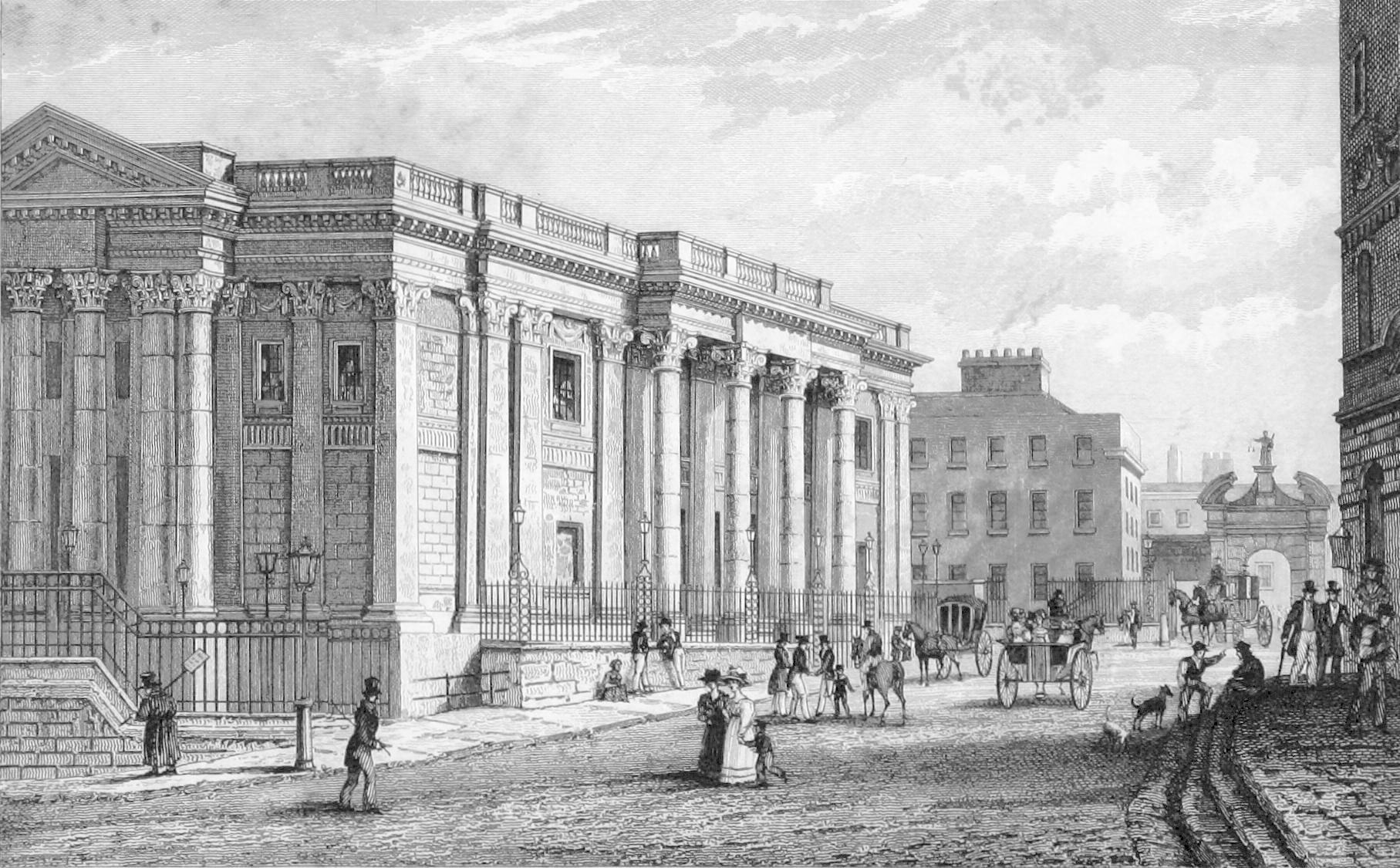
The Royal Exchange, 1837

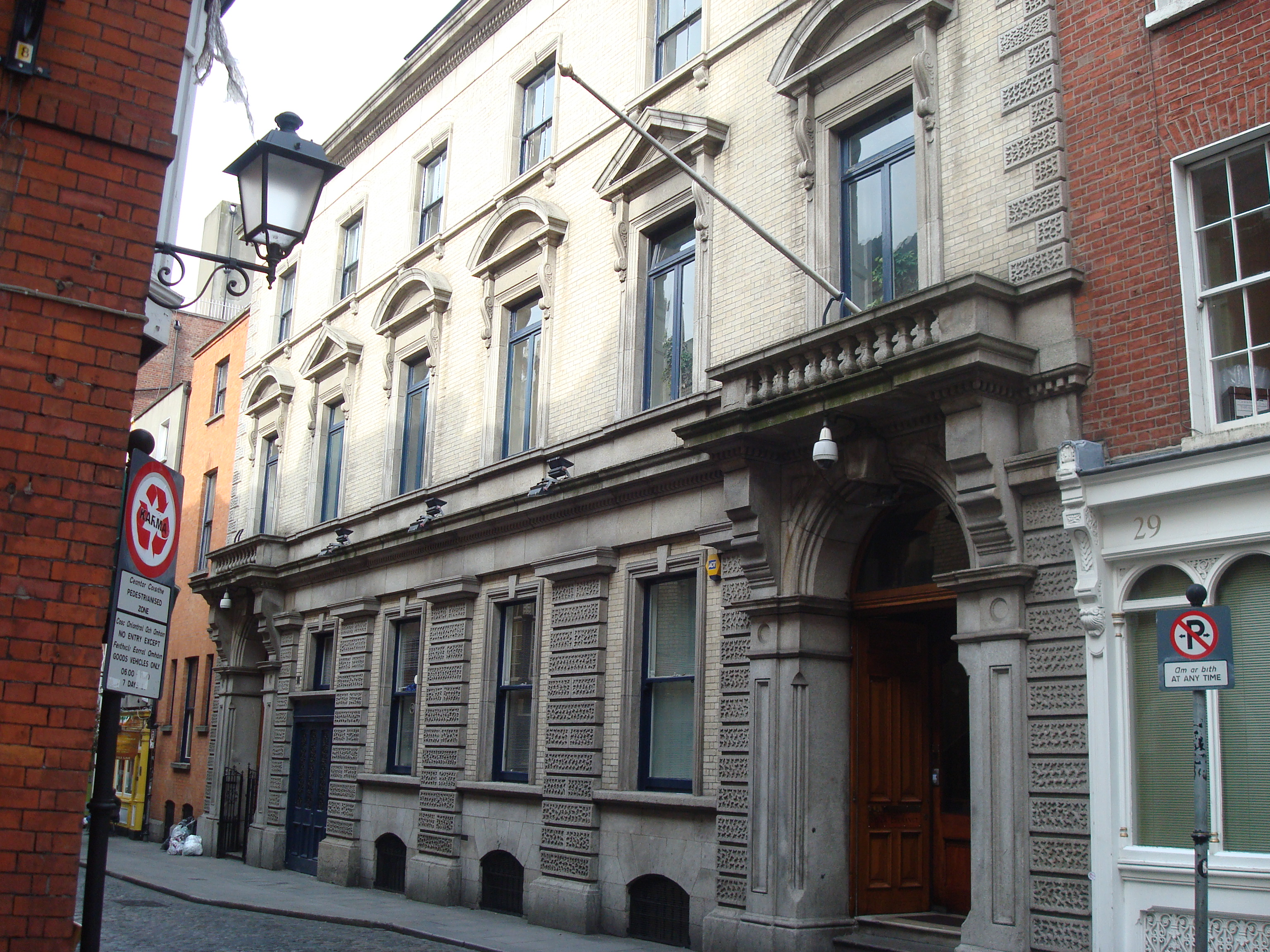
Irish Stock Exchange, Anglesea Street

Euronext Dublin, tot 27 maart 2018 bekend als de Irish Stock Exchange (ISE) (Iers: Stocmhalartán na hÉireann), is de enige effectenbeurs in Ierland en werd in 1793 opgericht. 

## Geschiedenis
De beurs is formeel erkend sinds 1799 toen het Ierse parlement de Irish Stock Exchange (Dublin) Act. wet aannam. Gedurende verschillende perioden in haar bestaan kende de ISE een aantal regionale beurzen zoals in Cork en Dublin. In 1973 fuseerde de ISE met de Britse aandelenbeurzen en de ISE werd onderdeel van de International Stock Exchange of Great Britain and Ireland (nu de London Stock Exchange).
In 1995 werd de ISE weer onafhankelijk en ging verder als The Irish Stock Exchange Limited. De Irish Stockbrokers, de Ierse beurshandelaren, zijn de eigenaars. Ierland kent twee grote en een handvol kleine tot middelgrote handelshuizen. Deze situatie kan volgens kenners in het huidige economische klimaat geen stand houden omdat de inkomsten uit commissie en transactiekosten enorm gedaald zijn sinds het uitbreken van de kredietcrisis. In 2014 werd de ondernemingsstructuur gewijzigd en de naam veranderde in The Irish Stock Exchange Plc.
Op 6 juni 2000 staakte de ISE de handel op de beursvloer en schakelde over op elektronische handel via het platform ISE Xetra. Mede hierdoor kregen internationale banken en investeringsbedrijven rechtstreekse toegang tot de beurshandel op de ISE. Het platform is gebaseerd op hetzelfde systeem dat gebruikt wordt door de Deutsche Börse. Transacties op de ISE worden afgehandeld via het CREST settlement systeem wat wordt geëxploiteerd door Euroclear.
Omdat het aantal genoteerde fondsen afneemt, gingen er in 2009 geruchten dat de ISE zou gaan fuseren met of opgaan in een grotere branchegenoot. Het bestuur van de ISE verklaarde in hetzelfde jaar dat er hier geen plannen voor waren.
Eind november 2017 werd bekend dat Euronext een bod heeft uitgebracht van 137 miljoen euro op alle aandelen ISE. Ierland wordt daarmee het zesde land waarin Euronext in Europa actief is. De overname werd op 27 maart 2018 afgerond en vanaf die dag gaat ISE verder onder de naam Euronext Dublin. Op het moment van de overname telde ISE 56 aandelennoteringen met een totale beurswaarde van 125 miljard euro.

## Activiteiten
Op Euronext Dublin staan aandelen, obligaties, beleggingsfondsen en exchange-traded fund's genoteerd.
Het publiceert een aantal aandelenindices onder de naam Irish Stock Exchange Quotient of ISEQ Index. De meest bekende zijn de ISEQ All Share en ISEQ 20 waarin de 20 meest verhandelde fondsen zijn opgenomen. In deze laatste zijn de 20 grootste bedrijven opgenomen en deze index wordt ook gebruikt voor derivaten als opties en futures. In ISEQ Small Caps zijn de kleinere genoteerde bedrijven opgenomen, dit zijn de bedrijven met een free float marktkapitalisatie van minder dan 150 miljoen euro. In de ISEQ Financial zijn de aandelen van banken en verzekeringsmaatschappijen.
De ISE wordt gereguleerd door de Ierse centrale bank.

## Kritiek
In april 2010 kreeg het bestuur van de ISE zware kritiek van Matthew Elderfield, de toezichthouder (baas van de Ierse Financial Regulator). Volgens Elderfield was het bestuur van de ISE tekortgeschoten in het helpen van liefdadigheids-instellingen, krediet-verenigingen en andere investeerders die klaagden dat ze belazerd waren door beurshandelaren. Volgens deze investeerders hadden beurshandelaren ze in het voorgaande decennium diverse investeringen aangesmeerd die in feite waardeloos waren. Ondanks dat veel investeerders geklaagd hadden bij het beursbestuur nam deze pas onder druk van buitenaf actie in 2007. Volgens de toezichthouder was dit ongehoord.